# Mauro Ramos (político)
Mauro de Oliveira Ramos (mais conhecido como Mauro Ramos; Lages, 12 de outubro de 1899 — Rio de Janeiro, 12 de janeiro de 1981) foi um político brasileiro.
Filho do ex-governador de Santa Catarina Vidal Ramos e de Teresa Fiuza Ramos, irmão de Nereu Ramos.
Foi nomeado prefeito de Florianópolis, administrando a cidade de 19 de julho de 1937 a 3 de dezembro de 1940. Durante sua administração foi aberta a Avenida Mauro Ramos, ligando a Baía Sul à Baia Norte.